# Liste des places de Limoges
- Place Denis-Dussoubs (XVIIIe siècle)

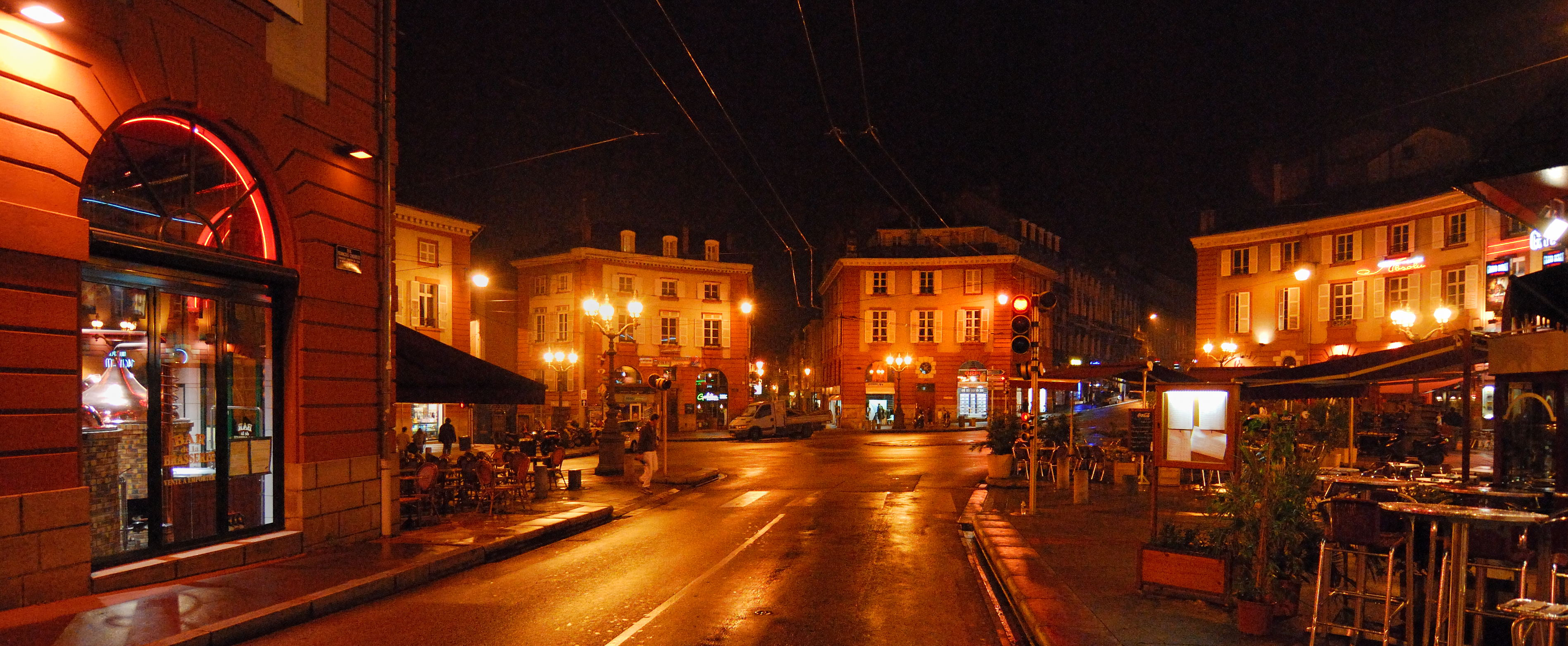
La place Denis-Dussoubs

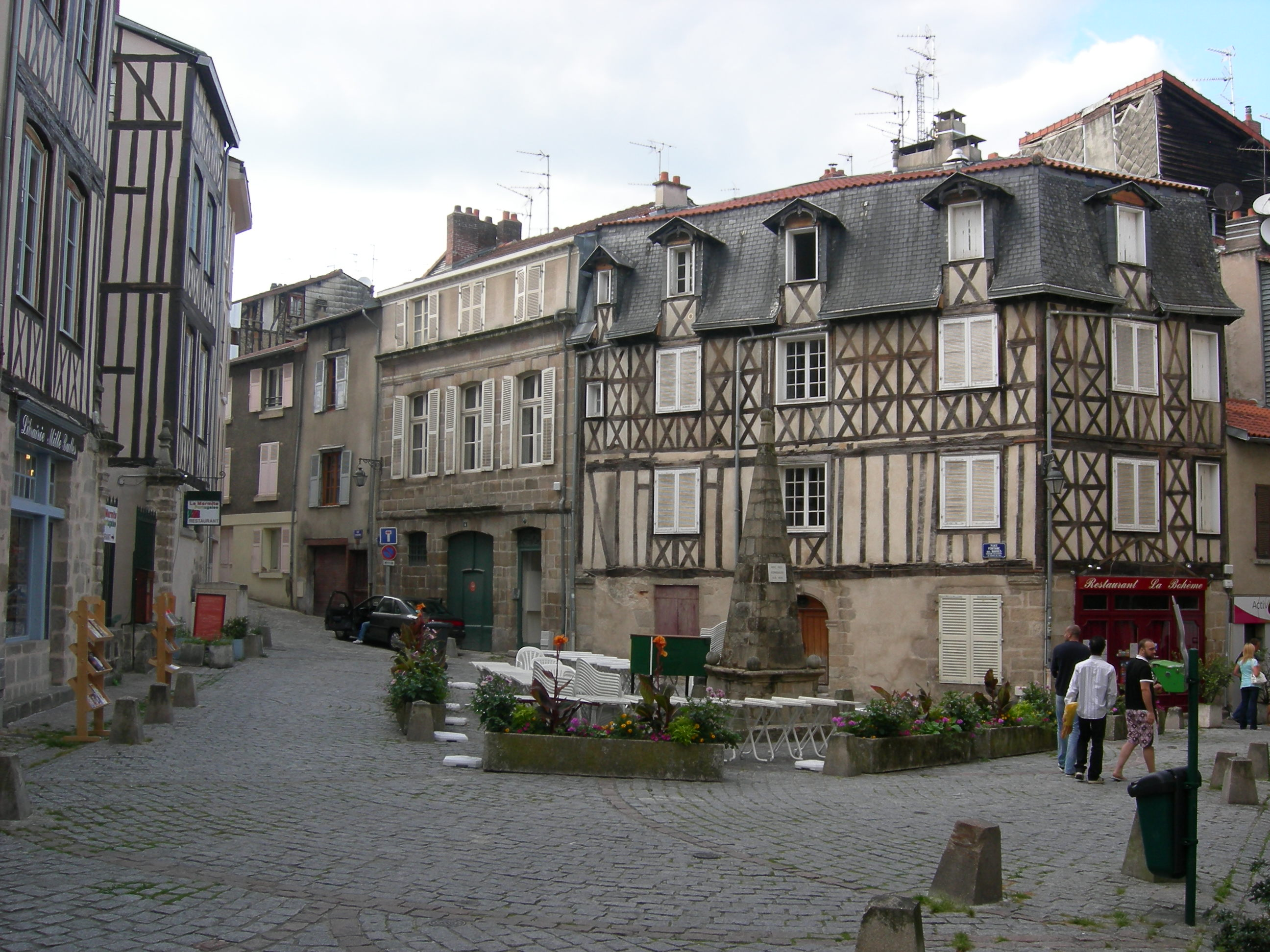
La place Fontaine-des-Barres

Ancienne place royale, la place Denis-Dussoubs, circulaire, est bordée de magnifiques immeubles en brique rouge. Elle marque la « porte » nord (ancienne porte Montmailler) de l'ancien quartier du Château. C'est une des places les plus animées de la ville (cinéma, nombreux bars, restaurants). Au sud de l’ancien quartier du Château se situe une autre place, ovale, du XVIIIe siècle : la place Manigne (à l'emplacement de l'ancienne porte Manigne), défigurée par un immeuble moderne.
- place Fontaine-des-Barres

Elle s'est développée autour d'une fontaine aujourd'hui fermée. Elle est entourée d'hôtels particuliers des XVIIe et XVIIIe siècles, ainsi que du portail de l'ancien couvent des Filles-Notre-Dame. La place tire son nom des barres de fer qui autrefois étaient posées sur le puits public pour éviter les noyades. La fontaine pyramidale qui remplace ce puits date du XVIIIe siècle
- Place Jourdan (Limoges)

- Place d'Aine

- Place de la République (Limoges)

- Place de la Motte (Limoges)